# Jorge Osvaldo García
Jorge Osvaldo García (Godoy Cruz, 2 de marzo de 1949 - Isla Golding, 25 de mayo de 1982) fue un aviador militar argentino. Recibió la Medalla al Valor en Combate y la Cruz al Heroico Valor en Combate. Fue declarado «héroe nacional» por el Congreso de la Nación Argentina.

## Biografía
Jorge Osvaldo García nació en Godoy Cruz, provincia de Mendoza, el 2 de marzo de 1949.
García cursó el primario en la Escuela Justo José de Urquiza y el secundario en la Escuela de Comercio Martín Zapata.
En 1972 contrajo matrimonio con Ana Moreno y en 1981 nació su única hija, Mariana.

## Carrera militar
En 1968 egresó de la Escuela de Aviación Militar con el grado de alférez.
El alférez García se graduó de aviador militar en el Curso de Aviador Militar en 1969. Después revistó en la Base Aérea Militar Aeroparque.
En 1971 realizó el Curso de Estandarización de Procedimientos para Aviadores de Combate en la IV Brigada Aérea. Posteriormente pasó a la V Brigada Aérea, donde se habilitó como piloto de A-4P Skyhawk, en el Grupo 4 de Caza-Bombardero.
En 1976 se transfirió al Grupo 4 de Caza, donde fue piloto de A-4C Skyhawk e instructor de MS.760 Paris.

### Presunta participación en represión ilegal
Un testigo del juicio caratulado como “MENÉNDEZ SÁNCHEZ, Luciano B. y Otros s/ Inf. Art. 144 bis inc. 1 C.P.” que un primer teniente de la Fuerza Aérea Argentina nombrado Jorge Osvaldo García podría haber participado en interrogatorios bajo torturas contra detenidos desaparecidos en el centro clandestino de detención conocido como «Casino de Suboficiales», localizado en la Guarnición de Ejército «Mendoza».

### Guerra de las Malvinas
El capitán García sirvió en la Base Aérea Militar San Julián a partir del 6 de abril de 1982.
Siendo jefe de escuadrilla lideró misiones de combate los días 1, 9, 21 y 25 de mayo de 1982. El 1 de mayo condujo una escuadrilla de cuatro A-4C que debía atacar buques en la bahía de la Anunciación; se vieron obligados a cancelar el ataque por estar en peligro de interceptación. El 9 de mayo el capitán García se vio forzado a regresar a la base por condiciones meteorológicas desfavorables con excepción de los tenientes Jorge Casco y Jorge Ricardo Farías que se estrellaron.
El 25 de mayo lideró una escuadrilla de ataque a buques en la bahía San Carlos. Despegó a las 11:30 HOA de San Julián como guía de una escuadrilla compuesta por el teniente Ricardo Lucero, el teniente Daniel Paredi y el alférez Gerardo Isaac. Reabastecieron en vuelo con un KC-130H. Cruzaron en vuelo rasante la isla Gran Malvina e ingresaron a la bahía San Carlos.
Los otros pilotos no pudieron ver el ataque de García. Este informó que su avión tenía problemas hidráulicos. La causa fue el intenso fuego antiaéreo enemigo en el ataque. García inició un ascenso por averías, cuando un misil Sea Dart derribó a su avión. El proyectil había provenido del destructor HMS Coventry. García logro eyectarse del avión pero no sobrevivir.

### Legado
El capitán Jorge Osvaldo García fue ascendido al gradro militar de mayor post mortem y fue condecorado con la Medalla La Nación Argentina al Valor en Combate y la Cruz La Nación Argentina al Heroico Valor en Combate en Combate. Fue declarado «héroe nacional» por el Congreso de la Nación Argentina.

## Restos
Civiles malvinenses encontraron el cadáver del mayor García en la costa de la isla Golding en el año 1983, y fue enterrado en el Cementerio de Darwin, lugar donde descansan los cuerpos de los argentinos muertos en la guerra.